# Définition par récurrence
Pour les articles homonymes, voir Définition (homonymie) et Récurrence.

4 étapes de la construction d'un flocon de Koch. Comme beaucoup d'autres fractales, cette courbe est définie par récurrence.

En mathématiques, on parle de définition par récurrence pour une suite, c'est-à-dire une fonction définie sur les entiers positifs et à valeurs dans un ensemble donné. Une fonction est définie par récurrence quand, pour définir la valeur de la fonction en un entier donné, on utilise les valeurs de cette même fonction pour des entiers strictement inférieurs. À la différence d'une définition usuelle, qui peut être vue comme une simple abréviation, une définition par récurrence utilise le nom de l'objet défini (la fonction en l'occurrence) dans la définition même.
Le principe de définition par récurrence assure l'existence et l'unicité de la fonction ainsi définie. Il est distinct de celui du raisonnement par récurrence, dont il n'est pas conséquence sans les autres axiomes de Peano. Richard Dedekind l'identifie et en donne une démonstration en 1888 dans son ouvrage Was sind und was sollen die Zahlen ? (« Les Nombres. Que sont-ils et à quoi servent-ils ? »), qui utilise une axiomatisation des entiers dans un cadre ensembliste.
Les définitions par récurrence se généralisent aux ordinaux et ensembles bien ordonnés, et plus généralement aux relations bien fondées. On parle également de définition par induction (sur les entiers positifs, sur tel bon ordre, sur les ordinaux, etc.). Elle se généralise aussi aux objets structurés (par exemple les arbres binaires ou les termes), on parle alors de récurrence ou d'induction structurelle et elle est particulièrement utilisée en informatique pour définir des fonctions (par exemple la taille).

## Définition par récurrence sur les entiers

### Énoncé
L'ensemble des entiers naturels (on dira simplement entiers) est noté N. Étant donnés un ensemble E, un élément a de E et une fonction h de N × E dans E,
est l'unique fonction qui vérifie :
Dans le cas où la fonction h ne dépend pas de son premier argument, on parle parfois de définition par itération. Par exemple l'addition d'un entier n à un entier a donné, se définit par itération à partir de la fonction successeur. La fonction factorielle se définit à partir de la multiplication par une récurrence qui n'est pas une itération.
Il ne s'agit pas d'une définition au sens ordinaire (une simple abréviation) : la fonction f est définie en fonction d'elle-même. Un théorème (ou un axiome) d'existence et d'unicité d'une fonction ainsi définie est nécessaire. L'unicité se démontre par récurrence. L'existence demande une construction ensembliste du graphe de la fonction.

### Définition par récurrence sur la suite des valeurs
Une définition en apparence plus générale peut être donnée pour les entiers, en effet f(n + 1) peut dépendre de f(n) mais aussi de f(n-1). Ainsi on peut définir f(n+1) par récurrence grâce à f(0), f(1),..., f(n) et n, c'est le cas par exemple de la suite de Fibonacci qui utilise f(n + 1) et f(n) pour définir f(n + 2) (il faut alors bien veiller à définir f(0) et f(1)). Avec cette idée on peut aussi définir la suite des nombres premiers comme une suite définie par récurrence : p(1)=2 puis p(n) correspond au plus petit entier qui n'est divisible par aucun p(i) pour i inférieur à n (on parle de récurrence sur la suite des valeurs). Cette différence entre définition par récurrence sur la suite des valeurs et récurrence ordinaire reflète la différence entre le raisonnement par récurrence forte et celui par récurrence faible. On déduit l'un de l'autre en définissant par récurrence ordinaire la suite finie des n premières valeurs de la fonction : F(n) = (f(0), f(1),..., f(n)). Dans le cas de la suite de Fibonacci il suffit de définir par récurrence le couple F(n) = (f(n), f(n+1)).

### Exemples
Les suites numériques (pour lesquelles E est typiquement un ensemble de nombres complexes) sont loin d’être les seuls exemples intervenant fréquemment : c’est ainsi que sont définies les dérivées d’ordre supérieur ({\displaystyle f^{(n+1)}=(f^{(n)})'}) ou encore la notion de fonction itérée. 